# 붉은배붓털쥐
붉은배붓털쥐(Lophuromys nudicaudus)는 쥐과 붓털쥐속에 속하는 설치류이다. 카메룬과 중앙아프리카공화국, 콩고, 콩고민주공화국, 적도기니, 가봉에서 발견된다. 자연 서식지는 아열대 또는 열대 기후 지역의 습윤 저지대 숲이다.